# 鈴木銀之助
鈴木 銀之助（すずき ぎんのすけ、1912年6月5日 - 1959年8月13日）は、岩手県出身のプロ野球選手。ポジションは三塁手。

## 来歴・人物
1929年に旧制岩手県立福岡中学校（現在の岩手県立福岡高等学校）を卒業後、明治大学などを経て、1950年に発足したばかりの広島東洋カープへ入団。しかし当時すでに38歳となっていて、結局一軍公式戦は3試合の出場となり1年限りで引退。
指導者として非凡な才能を発揮し、昭和6年、昭和15年、昭和22年の母校福岡中学の甲子園出場は鈴木の指導に追うところが多かった。「練習は厳しく、試合はリラックス」を指導方針とし、選手が試合中に失敗しても決して怒ることがなかったが、練習では伝説の猛ノックで選手を鍛えた。
明治大学でも監督に推す声が多く、常に島岡吉郎と監督の座を競った。しかし、1959年8月13日に47歳の若さで死去。

## 詳細情報

### 年度別打撃成績
| 年 度     | 球 団     | 試 合 | 打 席 | 打 数 | 得 点 | 安 打 | 二 塁 打 | 三 塁 打 | 本 塁 打 | 塁 打 | 打 点 | 盗 塁 | 盗 塁 死 | 犠 打 | 犠 飛 | 四 球 | 敬 遠 | 死 球 | 三 振 | 併 殺 打 | 打 率 | 出 塁 率 | 長 打 率 | O P S |
| --------- | --------- | ----- | ----- | ----- | ----- | ----- | -------- | -------- | -------- | ----- | ----- | ----- | -------- | ----- | ----- | ----- | ----- | ----- | ----- | -------- | ----- | -------- | -------- | ----- |
| 1950      | 広島      | 3     | 5     | 5     | 0     | 0     | 0        | 0        | 0        | 0     | 0     | 0     | 0        | 0     | --    | 0     | --    | 0     | 0     | 0        | .000  | .000     | .000     | .000  |
| 通算：1年 | 通算：1年 | 3     | 5     | 5     | 0     | 0     | 0        | 0        | 0        | 0     | 0     | 0     | 0        | 0     | --    | 0     | --    | 0     | 0     | 0        | .000  | .000     | .000     | .000  |

### 背番号
- 35 （1950年）